# Relatieve articulatie
Met de relatieve articulatie van een spraakklank worden de manier van articulatie en het articulatiepunt van deze klank ten opzichte van een bepaald ander punt bedoeld. Zo is de articulatie van de als /k/ geschreven klank meer achter in de mond gelegen (iets anders gezegd: meer naar achteren in het spraakkanaal) ten opzichte van een voorklinker zoals  /iː/ (als gevolg hiervan vindt vaak palatalisatie plaats). Relatieve articulatieposities worden in het algemeen onderverdeeld in "voor" en "achter" (bijvoorbeeld voor- en achterklinkers; alleen met betrekking tot klinkers wordt ook wel van "gecentraliseerd" gesproken wanneer de articulatie hier tussenin zit). 
Palato-alveolare, alveolo-palatale en retroflexe medeklinkers (zoals tʃ/) zijn voorbeelden van spraakklanken waarvan de articulatie ten opzichte van de meeste andere klanken voor in het spraakkanaal gelegen is. Ten opzichte van de alveolaar /t/ zijn deze klanken echter achter in het spraakkanaal gelegen.    